# Aries (Schiff)
Die Aries war eine 1998 in Dienst gestellte Schnellfähre der italienischen Reederei Tirrenia – Compagnia italiana di navigazione. Das Schiff wurde wegen hoher Betriebskosten bereits nach fünf Dienstjahren 2003 ausgemustert und nach acht Jahren Liegezeit 2011 im türkischen Aliağa abgewrackt.

## Geschichte
Die Aries wurde im September 1996 unter der Baunummer 6008 in der Werft von Fincantieri in Riva Trigoso auf Kiel gelegt und lief im Januar 1998 vom Stapel. Nach der Ablieferung an die Tirrenia – Compagnia italiana di navigazione am 29. Mai 1998 erfolgte am 16. Juni 1998 die Indienststellung auf der Strecke von Civitavecchia nach Olbia. Das Schiff gehörte einer als Jupiter MDV 3000 bezeichneten Klasse von vier Schnellfähren an.
Ab Juni 1999 stand die Aries zwischen Genua, Olbia und Porto Torres im Einsatz, ehe sie 2003 wieder auf die Strecke von Civitavecchia nach Olbia wechselte. Noch im selben Jahr wurde das Schiff jedoch wegen zu hoher Betriebskosten nach nur fünf Jahren ausgemustert und in Neapel aufgelegt.
Seit Juni 2008 lag die Aries in Genua auf, ein neuer Betreiber konnte sich für die Schnellfähre nicht finden. Nach acht Jahren Liegezeit wurde das erst 13 Jahre alte Schiff im Juli 2011 zum Abbruch verkauft und am 28. Juli im Schlepp der Kaptan Teoman von Genua nach Aliağa überführt, wo es am 16. August auf den Strand gezogen wurde.